# Легенды Таллина
Леге́нды Та́ллина (эст. Tallinna Legendid) — достопримечательность, театрально-интерактивный музей. Действовал с 2016 по 2020 год в Таллине, Эстония. В музее воссоздавались исторические события и легенды, которые внесли свой вклад в фольклор средневекового Таллина. В нём использовалась смесь рассказов, живых выступлений и спецэффектов.

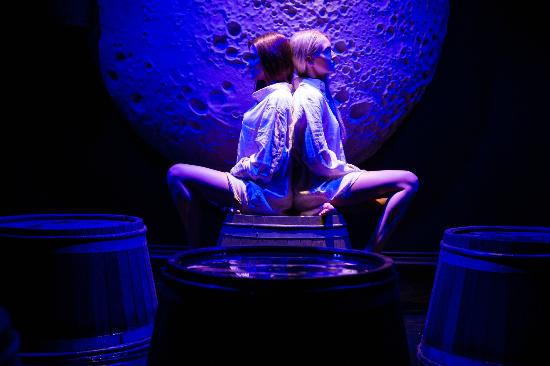
Сцены и актеры Tallinn Legends

## Описание
Музей располагался на улице Кулласепа, 7, рядом со зданием ратуши. Территория музея занимала 600 м² подземного пространства с девятью отдельными помещениями с тематическими декорациями охвата 360 ° и семью актёрами. Музей также организовывал бесплатные уличные шоу с некоторыми из самых популярных декораций. Посетителей вводили сформированными группами от 15 и более человек с пропускной способностью около 540 человек в сутки. Музей был открыт каждый день с 11:00 до 20:00, в представлениях использовались английский, эстонский, русский и финский языки.

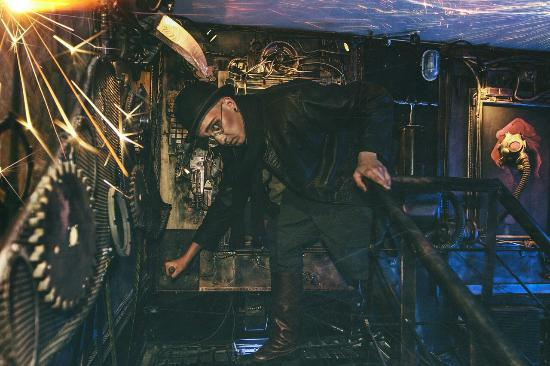
Сцены и актеры

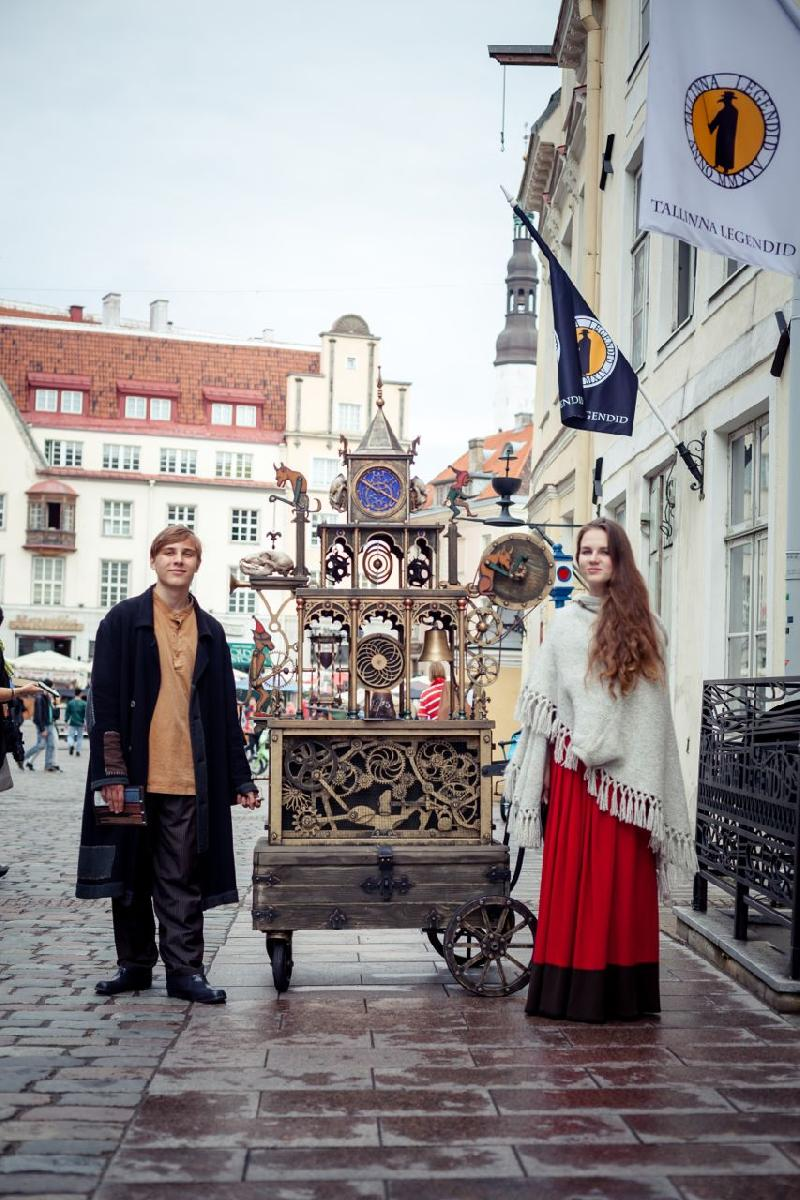
Актёры у входа в музей

## Формат
Выставки музея проводили посетителей через девять веков истории Эстонии в форме театрализованного представления. Они воссоздавали исторические события и средневековые легенды, связанные с Таллином, с использованием специальных световых и звуковых эффектов, а также живых выступлений профессиональных актеров и механических кукол, видеоинсталляций и рассказов.
Представления отображали, в частности, такие события, как «Чёрная чума», «Казнь Иоганна фон Икскюля» и строительство церкви Святого Олафа. Длительность представления составляла 40 минут.

## Локации-представления
- Церковь Святого Олафа (лифт)
- Девичья башня
- «Чёрная чума»
- «Денонсация»
- «Алхимик»
- «Русалка»
- «Казнь Иоганна фон Икскюля»